# 各出其謀
《各出其謀》（英語：The People Versus）是香港亞洲電視於2001年12月31日除夕夜起推出的問答遊戲節目，由林建明主持。由於當時亞視憑《百萬富翁》收視大破無線，亞視乘勝追擊推出此節目再撼無線。

## 形式
節目標榜無上限獎金，其實是以組及回合為計算，每組限時四分鐘且有五回合，每回合有五題由觀眾提供的問題，第一回合只需答中一題（若不肯定答案可選擇Pass），第二回答兩題，如此類推。若Pass機會用完，參賽者可選擇「揀手題」，回答自己指定一個類型的題目。若參賽者順利完成第一回合，可選擇拿錢離開，獲得一萬元，第三回合二萬元，如此類推，完成第五回合（即一組）可得十萬元。若答錯題目或者限時內未能完成作答，參賽者只能與提供該問題的家庭觀眾參加「爆煲遊戲」，決定考起參賽者的出題者能獲得多少獎金，玩法是參賽者選擇一至三號，其中一號不設爆煲，參賽者須在爆煲前的金額按停，否則全數金額歸出題者，而參賽者按停的金額則為其總獲得的獎金，其餘由出題者獲得。
不過，若參賽者能完成一組合共五回合的問題，可以選擇展開新的一組再戰，而第一組的獎金則已穩奪，遊戲玩法與第一組完全相同。
《各出其謀》的第一位參賽者是曾在《百萬富翁》獲得豐厚獎金的葉金豪，他完成首四個回合，卻在第五回合答錯，而參與爆煲遊戲中不幸爆煲，四萬元獎金全數由觀眾獲得。
於2002年2月12日起新增由樓南光負責的《問你係唔係》作為挑選參賽者出場的方式，取代以往一人離場時另一人隨即進場的做法。

## 外部連結
- 《各出其謀》元旦登場 (文匯報)